# NVM Express
NVM Express (NVMe, NVMHCI) — от англ. Non-Volatile Memory Host Controller Interface Specification) — интерфейс доступа к твердотельным накопителям, подключённым по шине PCI Express. «NVM» в названии спецификации обозначает энергонезависимую память, в качестве которой в SSD повсеместно используется флеш-память типа NAND. Логический интерфейс NVM Express был разработан с нуля, основные цели — получение низких задержек и эффективное использование высокого параллелизма твердотельных накопителей за счёт применения нового набора команд и механизма обработки очередей, оптимизированного для работы с современными многоядерными процессорами.
Тип разъёма и конструктив носителей NVMe может быть различным. Распространены накопители в форм-факторах M.2, U.2 (конструктивно совместимы с накопителями SATA 2,5"), U.3 и платы расширения PCI Express. Накопители SATA Express и компактные внутренние накопители форм-фактора M.2 при использовании PCIe также поддерживают NVM Express в качестве одного из логических интерфейсов.

## Предпосылки появления
Ранние твердотельные накопители использовали для подключения параллельный SCSI и использовались в серверах и высокопроизводительных рабочих станциях. Проникновение SSD на массовый рынок пришлось на середину 2000-х и совпало по времени с вытеснением параллельного SCSI интерфейсами SATA и SAS. Со временем дальнейшему наращиванию производительности SSD стали мешать ограничения интерфейсов SATA и SAS, ориентированных в первую очередь на подключение традиционных механических жёстких дисков. Например, в отличие от жёстких дисков, скорость последовательного чтения для большинства современных SSD ограничивается пропускной способностью интерфейса SATA.
Высокопроизводительные SSD с подключением к шине PCI Express производились до NVMe, но либо использовали уникальные закрытые стандарты и технологии оптимизации работы с флеш-памятью, либо представляли собой SATA- или SAS-контроллер и несколько SSD с интерфейсами SATA/SAS, размещёнными на одной плате. Переход на NVMe позволил стандартизировать интерфейс PCIe SSD — производителям больше не нужно тратить ресурсы на разработку уникальных драйверов, разъёмов и форм-факторов. Подобным образом принятие спецификаций USB mass storage позволило создать большое разнообразие USB-флеш-накопителей, которые смогли работать с любыми компьютерами, не требуя оригинальных драйверов для каждой модели.
Для эффективного использования накопителей NVMe в сетях хранения данных разрабатываются различные стандарты передачи команд NVMe через RDMA (поверх InfiniBand или Ethernet — RoCE и iWARP) и Fibre Channel без трансляции в SCSI под общим названием NVMe over Fabrics.

## История

### Работа над спецификацией
Первые подробности о новом стандарте доступа к энергонезависимой памяти появились на Intel Developer Forum в 2007 году, где был представлен NVMHCI (Non-Volatile Memory Host Controller Interface) — предполагаемый вариант нового интерфейса коммуникации между хостом и контроллером NAND. В том же году была сформирована рабочая группа для проработки NVMHCI во главе с Intel. Первая спецификация NVMHCI 1.0 была закончена в апреле 2008 года и размещена на сайте Intel.
Техническая проработка NVMe началась во второй половине 2009 года. Спецификации NVMe были разработаны рабочей группой «NVM Express Workgroup», в которую входило более 90 компаний, председателем группы была Эмбер Хаффмен из Intel. Первая версия спецификации NVMe была представлена 1 марта 2011 года. При работе над версией 1.1, появившейся 11 октября 2012 года, разработчики сфокусировались на добавлении функциональных возможностей для устройств корпоративного класса. В новом стандарте были добавлены многопутевой ввод-вывод с разделяемым доступом к пространствам имён NVMe и поддержка векторного ввода-вывода (англ. arbitrary-length scatter-gather I/O).
В дальнейшем работа над новыми версиями спецификации NVMe была продолжена:
- NVMe 1.0e — 23 января 2013[17];
- NVMe 1.1b — 2 июля 2014 года[18];
- NVMe 1.2 — 3 ноября 2014 года; для устройств потребительского класса: расширенное управление питанием и поддержка накопителей без динамической памяти; для устройств корпоративного класса: возможность обновления прошивки без остановки работы накопителя, снижение задержек в топологиях с большим количеством NVMe-накопителей и коммутаторами PCIe[19];
  - NVMe 1.2a — 23 ноября 2015 года[20];
  - NVMe 1.2b — 1 июня 2016 года[21];
  - NVMe 1.2.1 — 5 июня 2016 года[22];

- NVMe 1.3 — май 2017 года;
  - NVMe 1.3a — 24 октября 2017[23];
  - NVMe 1.3b — 4 мая 2018 года[24];
  - NVMe 1.3c — 24 мая 2018 года[25];
  - NVMe 1.3d — 20 марта 2019 года[26];
- NVMe 1.4 — 10 июня 2019 года[27];
  - NVMe 1.4a — 9 марта 2020 года[28];
  - NVMe 1.4b — 21 сентября 2020 года[29];
  - NVMe 1.4c — 9 марта 2021 года[30];
- NVMe 2.0 — 13 мая 2021 года[31];
  - NVMe 2.0a — 23 июля 2021 года[32];
  - NVMe 2.0b — 6 января 2022 года[33].

### Первые контроллеры и готовые накопители
Первые контроллеры SSD с поддержкой NVMe и эталонный дизайн флеш-накопителей в форм-факторе полнопрофильной платы PCIe были выпущены компанией Integrated Device Technology в августе 2012 года.
Первый серверный NVMe-накопитель Samsung XS1715 в форм-факторе U.2 (2.5", разъём SFF-8639) был анонсирован в июле 2013 года. Основой для накопителя послужил контроллер, разработанный PMC-Sierra. Заявленные характеристики составили 3 ГБайт/с при последовательном чтении и 740 000 IOPS при случайном доступе блоками 4 КиБ.
В июне 2014 года свои первые линейки серверных NVMe-накопителей представила компания Intel. Линейки DC P3700, DC P3600, DC P3500, различающиеся между собой производительностью и ресурсом, выпускаются в форм-факторе U.2 и в виде низкопрофильных плат PCIe. В 2015 году Intel выпустила основанный на P3500 накопитель потребительского класса — Intel 750.
В июне 2015 года появился один из первых NVMe-накопителей потребительского класса в компактном форм-факторе M.2 — Samsung SM951-NVMe.
Появившиеся в сентябре 2015 года смартфоны Apple iPhone 6s и iPhone 6s Plus стали первыми мобильными устройствами, оснащёнными встроенными NVMe-накопителями.

## Технические особенности и инфраструктура

### Сравнение с AHCI
Основными преимуществами NVMe перед AHCI является оптимизированный механизм работы с очередями и обработкой прерываний, что позволяет обеспечить более высокий уровень производительности.
Устройство AHCI ограничено одной очередью глубиной 32, в то время как NVMe поддерживает 64 К (65536) очередей с глубиной 65536 каждая. Набор команд NVMe существенно упрощён в сравнении с ATA и SCSI, спецификацией определяется всего 13 обязательных команд, что, в первую очередь, существенно упрощает разработку устройств.

### Форм-факторы накопителей
- Платы расширения PCI Express. Большая часть выпускаемых по состоянию на начало 2016 года плат NVMe-накопителей выполнена в форм-факторе половинной высоты/половинной длины с интерфейсом PCI Express x4.

- U.2 (SFF-8639) — накопители форм-фактора 2,5" высотой 15 мм с разъёмом SFF-8639. Используются, в основном, в серверах. Преимуществами в сравнении с обычной платой расширения являются поддержка горячей замены накопителей и более компактное исполнение, позволяющее разместить большее количество накопителей в корпусе сервера или системы хранения данных. Разъём SFF-8639 обратно совместим с SFF-8482, бэкплейн с разъёмом SFF-8639 при подключении к нему соответствующего контроллера поддерживает подключение накопителей с интерфейсами SATA и SAS.

Не все накопители форм-фактора U.2 являются NVMe-совместимыми. В начале 2013 года компания Dell выпустила новое поколение серверов с возможностью подключения до четырёх накопителей Micron P320h. Они были выполнены в совместимом с U.2 форм-факторе, подключались через четыре линии PCIe, но не использовали NVMe в качестве логического интерфейса.
Для подключения бэкплейнов с поддержкой накопителей U.2 к шине PCI Express используются кабели с разъёмами OCuLink или SFF-8643, обеспечивающий подключение четырёх линий PCI Express. Кабель может подключаться к специальному разъёму на системной плате, в обычный слот расширения PCI Express через плату-ретаймер или к разъёму M.2 через переходник.
- U.3 (SFF-TA-1001) — основан на спецификации U.2 и использует тот же разъём SFF-8639. В отличие от U.2, один «трёхрежимный» (PCIe/SATA/SAS) разъём объединительной панели может работать со всеми тремя типами соединений; контроллер автоматически определяет тип используемого соединения, в отличие от U.2, где пользователям необходимо использовать отдельные контроллеры для SATA/SAS и NVMe. Устройства U.3 обратно совместимы с хостами U.2, но накопители U.2 не совместимы с хостами U.3.[41][42]
- M.2 (NGFF) — бескорпусные накопители в компактном форм-факторе. Предназначены для использования в ноутбуках и стационарных ПК. Накопители формата M.2 могут подключаться либо непосредственно к соответствующему разъёму системной платы, либо устанавливаться в слот PCI Express через переходник.
- Intel Ruler SSD (EDSFF) — форм-фактор для серверных накопителей с поддержкой горячей замены. Был анонсирован компанией Intel в 2017 году на Flash Memory Summit[43]. Форм-фактор U.2 обеспечивал механическую совместимость с корпусами, предназначенными для установки дисков 2,5", но не очень хорошо подходил для твердотельных накопителей — ограниченные габариты усложняли наращивание объёма накопителей и затрудняли охлаждение. Размеры накопителей EDSFF составляют 325,35×9,5×38,6 мм, поддерживается подключение через 4 или 8 линий PCIe (в перспективе — до 16). Примерами готовых продуктов, использующих форм-фактор EDSFF, являются серверы и JBOF-системы[прим. 5] производства Supermicro, позволяющие разместить до 32 накопителей в корпусе высотой 1U[44].
- Samsung NGSFF — форм-фактор для серверных накопителей с поддержкой горячей замены. Как и EDSFF, разработан в качестве альтернативы U.2. Имеет меньшие габариты в сравнении с EDSFF — 110×4,38×30,5 мм, что позволяет установить большее количество накопителей (36 в 1U) и использовать корпуса меньшей глубины[45][46].

### NVMe over Fabrics
На протяжении последних лет ведутся разработки устройств и протоколов, позволяющих использовать накопители NVMe не только локально, в пределах одного сервера, но и строить сети хранения данных с использованием преимуществ NVMe. Подключение систем на базе накопителей NVMe к традиционным сетям хранения данных приводит к потере основного преимущества NVMe в виде сниженных за счёт отказа от SCSI задержек, так как в Fibre Channel и iSCSI предусмотрена инкапсуляция только команд SCSI.
Работы по устранению этого недостатка ведутся в двух направлениях:
- Сохранение шины PCI Express в качестве транспорта и вынос её за пределы одиночного сервера. Компании Microsemi и Broadcom (подразделение PLX) разрабатывают коммутаторы PCI Express. Существуют прототипы готовых коммутаторов с внешними портами, обеспечивающих подключение нескольких хостов и устройств PCI Express.
- Собственно NVMe over Fabrics — добавление в Fibre Channel и протоколы передачи данных блочного уровня, использующие RDMA, поддержки команд NVMe вместо SCSI. При этом обеспечивается уровень дополнительных задержек не более 10 мкс[47]. Первая версия официальной спецификации NVMe over Fabrics была опубликована 9 июня 2016 года[48].

### Поддержка операционными системами

#### Windows
Работа над первой версией драйвера Microsoft для Windows велась сформированной по инициативе «OpenFabrics Alliance» рабочей группой «NVMe Windows Working Group» и была завершена в 2012 году.
Компания Microsoft интегрировала драйвер NVMe в Windows 8.1 и Windows Server 2012 R2. Драйвер Microsoft для Windows 7 и Windows Server 2008 R2 был выпущен в виде обновлений.
Samsung предлагает собственный драйвер NVMe, который обеспечивает более высокую производительность.
Windows 10 поддерживает Host Memory Buffer с максимальным размером 64 МБ.

#### Linux
Первоначальная разработка драйвера для Linux велась компанией Intel. Драйвер был включён в ветку 3.3 ядра Linux 19 марта 2012 года.
В процессе разработки драйвера NVMe были выявлены недостатки архитектуры блочного ввода-вывода в ядре Linux, затруднявшие масштабирование производительности свыше 1 миллиона IOPS на устройство. При участии инженеров Fusion-io был разработан масштабируемый слой блочного ввода-вывода для высокопроизводительных твердотельных накопителей, известный как blk-multiqueue или blk-mq, и добавлен в ядро версии 3.13 19 января 2014 года. Другое направление в области оптимизации блочного-ввода вывода относится к уменьшению задержек, связанных с обработкой прерываний.
Linux поддерживает Host Memory Buffer (HMB) начиная с версии 4.13.1 с максимальным размером 128 MB по умолчанию.

#### macOS
В macOS драйвер NVMe содержится в составе системы начиная с версии 10.13, вышедшей 25 сентября 2017 года.

#### ОС семейства BSD
Разработка драйвера NVMe для 9-й ветки FreeBSD велась при поддержке Intel. Начиная с FreeBSD версии 10.2 драйверы nvd(4) и nvme(4) включены в конфигурацию ядра по умолчанию.
Драйвер NVMe для DragonFly был написан с нуля Мэттом Диллоном. Первый официальный релиз с поддержкой NVMe — 4.6.
Разработка NVMe-драйвера для OpenBSD была начата в апреле 2014 года разработчиком, ранее развивавшим драйверы USB 2.0 и AHCI. Первый релиз драйвера появился в OpenBSD 6.0.
Поддержка NVMe в NetBSD появилась в выпуске 8.0.

#### Solaris
Solaris получила поддержку NVMe с версии Oracle Solaris 11.2.
Haiku
Полная поддержка NVMe доступна в Haiku с ревизии 54102.

#### QEMU
Для отладки драйверов и другого ПО в QEMU начиная с версии 1.6 появилась эмуляция NVMe-устройств (август 2013 года).

#### UEFI
Драйвер NVMe для загрузочного окружения UEFI доступен на SourceForge (проект edk2).